# Port lotniczy Kimch’aek
Port lotniczy Kimch’aek – port lotniczy w mieście Kimch’aek, w Korei Północnej. Jest administrowany przez Koreańską Armię Ludową. Jest używany zarówno do celów wojskowych, jak i cywilnych.